# Éditions Plaine Page
Ne pas confondre avec les Éditions bordelaises Pleine Page
Les éditions Plaine Page sont une maison d'édition française basée à Barjols (Var), spécialisée dans la publication de poésies et d'arts contemporains.

## Historique
Fondées en 1995, les éditions portent le nom Plaine Page en référence au quartier dit de La Plaine à Marseille. Les cofondateurs de ces éditions sont Claudie Lenzi, poète et artiste plasticienne, et Eric Blanco, écrivain et vidéaste. Les parcours artistiques et professionnels de ces deux fondateurs donnent leur identité graphique aux ouvrages publiés.
Implantées depuis 2004 dans les anciennes tanneries de Barjols, les éditions participent à la dynamique du quartier des artistes et font revivre cette friche industrielle. Dans une logique de proximité et d'ancrage sur ce territoire, l'équipe des éditions Plaine Page organise régulièrement des manifestations littéraires et artistiques régulières (lectures, Performance (art), expositions) ainsi qu'un festival annuel depuis 2009, Les Eauditives.

## Ligne éditoriale et artistique
Résolument situées dans le champ des écritures contemporaines, les éditions Plaine Page marquent une volonté d'étendre la poésie au-delà de la littérature vers les arts plastiques et performatifs. Ainsi on trouve chez Plaine Page des plasticiens qui écrivent (Akenaton, Pierre Tilman, Frédérique Guétat-Liviani) et des poètes qui performent ou donnent une dimension plastique à leurs textes (Jean-Pierre Bobillot, Liliane Giraudon, Pierre Guéry, Serge Pey, Julien Blaine).
C'est avec cette approche pluridisciplinaire que Plaine Page présente les auteurs et les œuvres au public, grâce aux livres mais aussi en organisant des événements où l'on peut assister à des performances, des lectures-actions (Lecture performée), des installations visuelles et sonores, des expositions et des ateliers de pratiques artistiques, aussi bien dans des lieux dédiés (médiathèques, centres culturels...) que dans l'espace public (rues, places, fontaines…).
Au-delà de la production de livres, l'équipe de Plaine Page développe ce qu'elle nomme la ZIP, Zone d'Intérêt Poétique, qui englobe et dépasse l'activité éditoriale. Ce concept de ZIP se réalise en de nombreux lieux de rendez-vous avec le public: la ZIP 22 (micro-galerie située au cœur du village); la ZIP 185 (atelier de production dans la friche industrielle du village); lieux partenaires qui l'accueillent en région (Saint-Maximin, Brignoles...) et ailleurs (festival Expoésie à Périgueux, Voix Vives à Sète, Rencontres de l'édition indépendante à Marseille...).

## Créations collectives, appels à projets et résidences d'auteurs
Les éditeurs sollicitent souvent les auteurs de leur réseau pour des appels à projets thématiques et formels. Les créations reçues en retour donnent lieu à des expositions, à des scènes performatives et à des catalogues collectifs. C'est dans cette logique de réseau qu'une revue de création a vu le jour en 2011, Art-Matin, gazette poétique et sociale dont chaque parution manifeste l'approche pluridisciplinaire. On y trouve des contributions d'architectes, de plasticiens, de politiques, de scientifiques et bien sûr de poètes.
Des auteurs sont accueillis en résidence d'écriture pour développer des projets en lien avec le territoire.

## Art-matin
Art-matin  (ISSN 2118-0121) est une revue de création créée en mars 2011 à Barjols (Var), publiée par les éditions Plaine Page.. Le sous-titre de la revue, gazette poétique et sociale, manifeste l'approche pluridisciplinaire. On y trouve des contributions d'architectes, de plasticiens, de politiques, de scientifiques et bien sûr de poètes : Philippe Boisnard, Jean-Michel Espitallier, Liliane Giraudon, Pierre Guéry, Jean-Marc Huygen, Danielle Jacqui, Michel Partage, Serge Pey…

## Les collections
- Les Oublies (micro-édition de brefs poèmes monographiques)
- Courts-circuits (poésies fugitives pour idées larges)
- Boîtes Vocales (CD de Poésie sonore)
- Plurielles (catalogues d'expositions collectives)
- Petits Objets Curieux (livres d'artistes dédiés aux objets du quotidien)
- Pare Brise (disques de stationnement horaire détournés par l'artiste)
- Nouveau(x) Poète(s) (collection dédiée au poète Germain Nouveau)
- Résidence (livres d'auteurs accueillis en résidence d'écriture chez Plaine Page)